# Traje de buceo

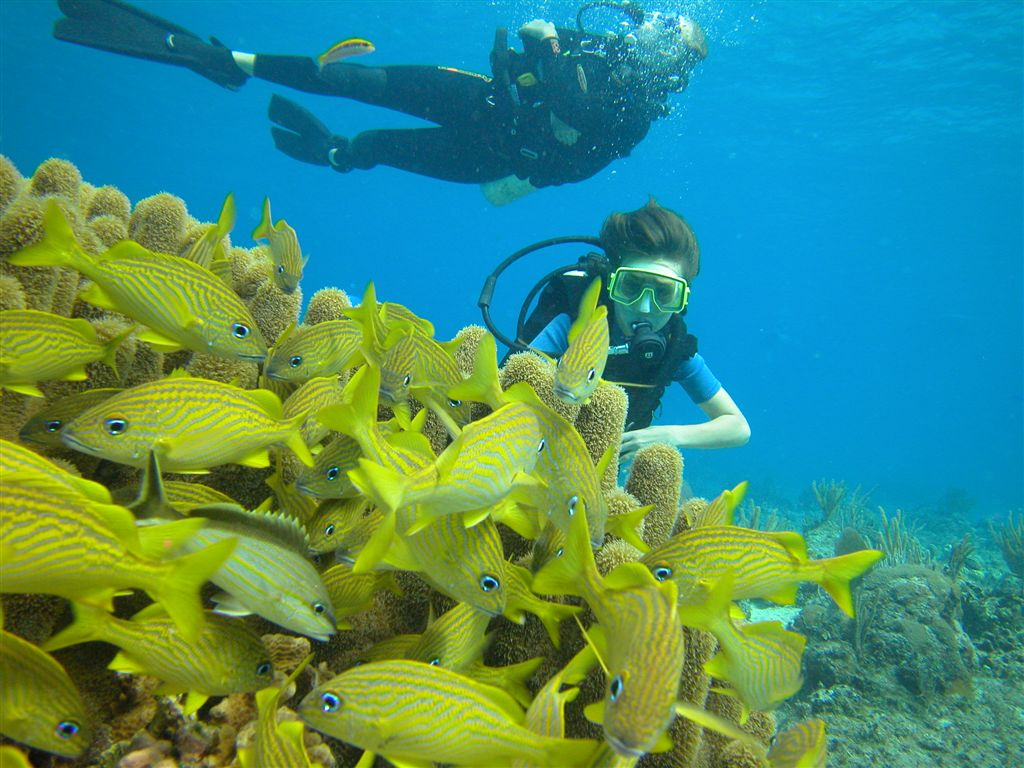
En esta fotografía el buceador de arriba viste un traje húmedo completo mientras que la persona de abajo lleva un shorty, traje sencillo de mangas y perneras cortas.

Un traje de buceo es un traje que buzos y buceadores utilizan para protegerse cuando están sumergidos en el agua. Lo forman un conjunto de prendas diseñadas para proteger al buceador del frío (en el agua se pierde temperatura rápidamente) y en menor medida de cortes y rasgaduras por el reblandecimiento de la piel. Así como permitirle flotar o hundirse a voluntad y respirar debajo del agua (cuando se bucea con escafandra autónoma).

## Historia

### Del siglo XVIII hasta la primera mitad del siglo XX
Los primeros trajes de buceo fueron inventados por Leonardo da Vinci en 1485. En 1602, el inventor y militar Jerónimo de Ayanz y Beaumont desarrolló un traje de buceo con el que se realizó la primera inmersión de un buzo documentada, ocurrió en el río Pisuerga, en Valladolid, y el propio Felipe III asistió al acontecimiento desde su galera, junto con miembros de la corte. Otro traje fue el invento de John Lethbridge (1715) consistía en un tonel con ojo de buey en el que Lethbridge se encerraba con los brazos sobresaliendo por el exterior. No se trataba por tanto de un verdadero traje de buceo puesto que ni era flexible ni adoptaba la forma del cuerpo humano. En el mismo año sin embargo el chevalier francés Pierre Rémy de Beauve inventó una de las primeras escafandras de buceo, alimentada con aire desde la superficie. El traje de su escafandra (a la que no llamaba así, puesto que la palabra no existía todavía), estaba constituido de cuero y retenía el aire en el interior, manteniendo seco el cuerpo del buceador durante toda la duración de la inmersión. A este tipo de traje, hoy en día, se le llama traje seco. En los años que siguieron hubo otros inventos para trajes de buceo, como el que realizó en París en 1771 el sieur francés Fréminet. El invento de Fréminet fue el primero en utilizar un casco de metal, pero su traje (seco) estaba todavía constituido de cuero. En el siglo XIX los inventores perfeccionaron los cascos de metal de sus escafandras, pero también perfeccionaron los trajes. En 1830 el casco de los hermanos ingleses John y Charles Deane no incluía traje, pero a partir de 1837 inventaron un traje seco de lona impermeable. En 1855 el francés Joseph-Martin Cabirol ganó la medalla de plata en la Exposición Universal de París por su casco con cuatro ventanillas, válvula manual de regulación de aire y su traje impermeable de lona cauchutada.
Los trajes de las escafandras de casco del siglo XX continuaron siendo de lona cauchutada aunque algunos pioneros de los años 1930 como el italiano Borelli o el francés Jacques-Yves Cousteau experimentaron los primeros trajes enteramente realizados en caucho.

### Desde 1951 hasta la actualidad
Los trajes acuáticos actuales, tanto para deportes de superficie (surf, windsurf, vela etc.) como para el buceo, están hechos de neopreno, un material inventado por el estadounidense Hugh Bradner en 1951 en la Universidad de California. La comercialización de trajes de buceo realizados en neopreno no reemplazó inmediatamente a los trajes de caucho o de espuma de poliuretano (como el traje Tarzan de 1963, de Georges Beuchat) pero progresivamente acabó por imponerse al resto de materiales. . .

## Tipos de traje

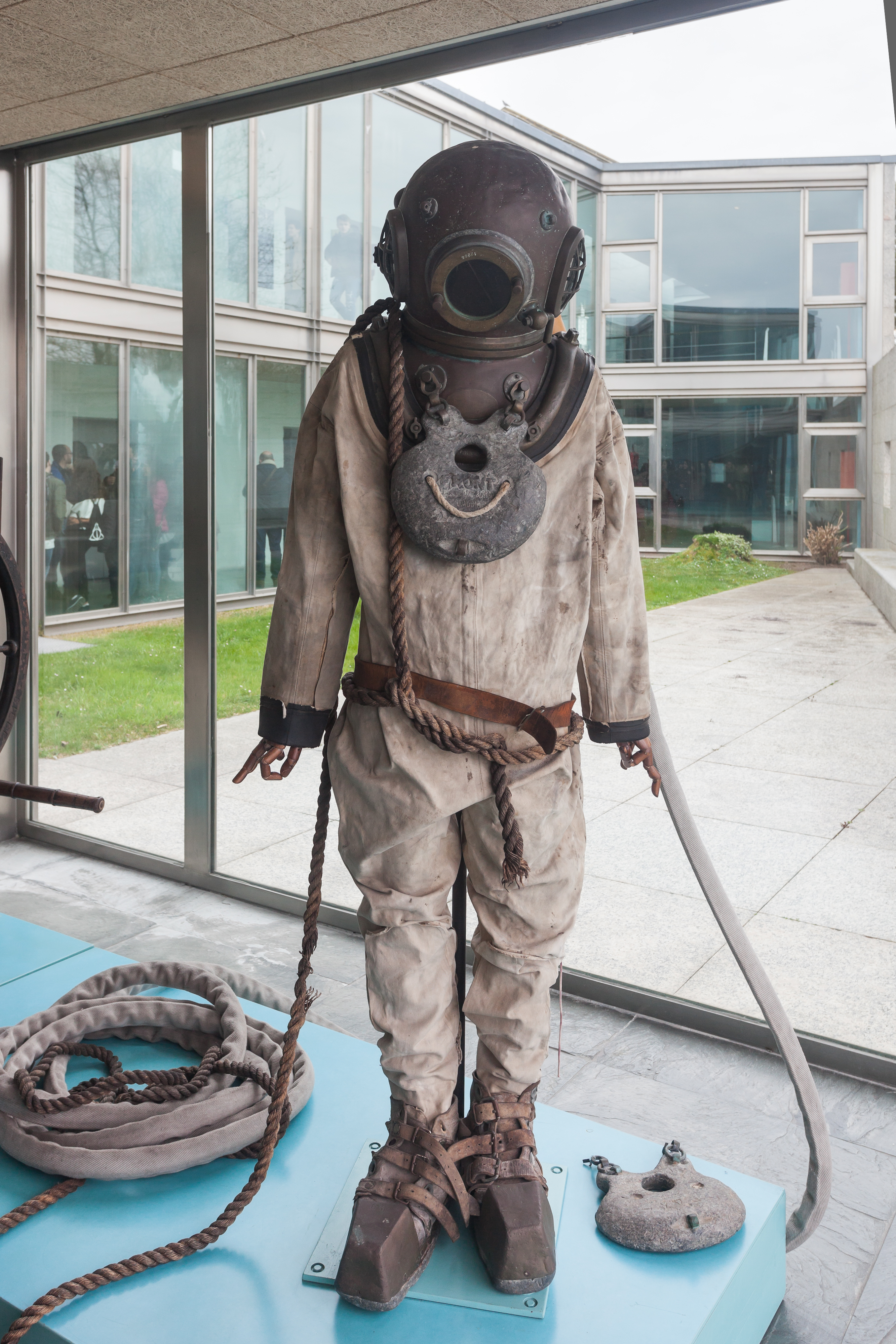
Antiguo traje de buceo expuesto en el Museo del Mar de Galicia.

En función de su permeabilidad o impermeabilidad hay esencialmente tres tipos de trajes de buceo:
- Traje seco
- Traje semiseco
- Traje húmedo

El traje seco deja la cabeza, las manos y los pies al descubierto, pero cierra el traje en cada una de esas articulaciones (cuello, muñecas y tobillos), impidiendo que el agua entre en el interior. La capa de aire aprisionada en el interior del traje mantiene el cuerpo del buceador completamente seco y además ocupa la función de aislante suplementario. Algunos trajes secos son de volumen constante, es decir que están conectados a la reserva de aire comprimido del buceador para que este, mediante un sistema de válvulas de entrada y salida, pueda modificar su flotabilidad en función de la profundidad en la que se encuentra. Se suele usar en ambientes fríos.
El traje semiseco cubre los brazos y las piernas, como el traje seco, pero a diferencia de este el cierre estanco no se encuentra al nivel de las muñecas y los tobillos sino en las axilas y las ingles. El agua penetra por tanto bajo el neopreno y moja los brazos y las piernas del buceador.
El traje húmedo es el más barato y el más común entre los buceadores. Los surfistas y practicantes de otros deportes acuáticos también usan este tipo de traje. En los trajes húmedos el agua penetra en el interior del traje, es decir entre el traje y el cuerpo del buceador, formando una pequeña capa de agua aprisionada que calentada por el cuerpo del buceador sirve de aislante suplementario al neopreno. El aislamiento térmico de la combinación neopreno-agua es sin embargo muy inferior al aislamiento que se consigue con la capa de aire de un traje seco. Se suelen usar en ambientes cálidos.

## Espesor
En función del grado deseado de protección contra el frío los fabricantes dotan a sus trajes de buceo de un mayor o menor espesor de neopreno. Cuanto más espesor mejor protección contra el frío pero también menos movilidad y más tiempo se tarda en ponerse el traje. En el caso de los deportes acuáticos de superficie (surf, windsurf, esquí náutico...) los deportistas no suelen estar confrontados a aguas particularmente frías y además necesitan mantener en permanencia una gran movilidad, así que suelen llevar trajes de un espesor que va de 2 a 5 milímetros. Los buceadores en cambio sólo se ponen trajes húmedos de esos espesores para aguas cálidas, tropicales o templadas (en aguas que no suelen bajar de los 15° centígrados de temperatura). Para bucear en aguas más frías los trajes húmedos suelen ser de entre 5 y 7 milímetros y en general con doble espesor en la zona del torso (10 y 14 milímetros). Los trajes secos suelen ser también de 5, 7 o más milímetros y no pueden ser llevados en doble espesor, pero el aire es un buen aislante térmico y protegen mejor del frío que los trajes húmedos, incluso aunque estos estén compuestos de dos piezas de neopreno. Para aguas de temperaturas glaciales, a pocos grados por encima o por debajo de cero, existen trajes secos especiales, destinados a bucear, por ejemplo, en lagos de alta montaña o bajo las banquisas de los polos.